# Willy Falck Hansen
Villy Falck Hansen (født 4. april 1906 i Helsingør, død 18. marts 1978 i Brasov, Rumænien) var en dansk cykelrytter. Han deltog blandt andet i Sommer-OL 1928, hvor han vandt guld i 1000 meter på tid og bronze i sprint. Vandt endvidere verdensmesterskabet i sprint både for amatører (1928) og professionelle (1931). Villy Falck Hansen var også kendt som 'Spejderen' idet han vandt sit første cykelløb – De Unges Cykleløb – den 18. juni 1922 iført fuld spejderuniform – inklusive fløjte!
I februar 1934 debuterede Villy Falck Hansen som cykelrytter i et 6 dages-løb, da han stillede op i den anden udgave af Københavns seksdagesløb i Forum. Sammen med makkeren Viktor Rausch vandt Villy Falck Hansen løbet. Han stillede op i alt 12 seksdagesløb. 
Efter den aktive karriere blev Villy Falck Hansen direktør for Københavns Vinterbane i Forum. Han udgav i 1952 bogen Seksdagesløb på forlaget Westermann og medvirkede i 1958 som sportskonsulent på filmen Seksdagesløbet instrueret af Jørgen Roos.
Villy Falck Hansen arbejdede for Dansk Folkeferie i Rumænien, hvor han også døde 1978.

## Udvalgte resultater
- 1924  Olympisk Sølv på Tandem (2000 m) sammen med Edmund Hansen
- 1927  Sølv ved Verdensmesterskabet i Sprint
- 1928  Olympisk Guld i 1000m på tid
- 1928 Olympisk Bronze i sprint
- 1928  Guld ved Verdensmesterskabet i Sprint
- 1931 Guld ved Verdensmesterskabet i Sprint for professionelle